# 笑翠鳥屬
笑翠鳥屬，又稱「柯卡布拉」（kookaburra），是澳洲及新畿內亞特有的一屬大型的陸生翠鳥。牠們最特別的是其叫聲，就像是人的笑聲。牠們棲息在潮濕森林至乾旱大草原，但也有棲息在市郊及住宅區的。

## 分類
笑翠鳥屬有4個已知的物種，分佈在澳洲、新畿內亞及啞魯。笑翠鳥屬很特別，重疊分佈地的近親會互相競爭。由此可以推斷，牠們雖然是來自同一祖先，但卻獨立演化，並於最近的地質時代才有所接觸。

### 物種
所有笑翠鳥屬都是兩性異形的，但只有在灰頭笑翠鳥及赤腹笑翠鳥特別明顯。
- 赤腹笑翠鳥（Dacelo gaudichaud）：分佈在新畿內亞南部的赛巴伊島（Saibai island）。
- 斑頭笑翠鳥（Dacelo tyro）：分佈在新畿內亞南部的啞魯。
- 蓝翅笑翠鳥（Dacelo leachii）：分佈在澳洲北部及新畿內亞南部。
- 笑翠鳥（Dacelo novaeguineae）：原住於澳洲東部，被引入到澳洲西南部。

## 行為
笑翠鳥屬是肉食性的。牠們吃蜥蜴、蛇、昆蟲、老鼠、其他細小的鳥類及肉類。牠們也會接收人類的餵飼，但是一般並不建議餵飼牠們，因單單肉類並沒有牠們足夠的養份。
笑翠鳥屬是陸生的，一般會與上一季節出生的雛鳥一同生活。牠們會唱歌來定自己的領地。

## 外部連結
- 夏威夷動物園
- 笑翠鳥的叫聲 （页面存档备份，存于）